# Villa Cerami
La villa Cerami di Catania era la residenza della famiglia Rosso di Cerami, ramo della famiglia Rosso. Oggi è la sede del Dipartimento di Giurisprudenza dell'Università degli Studi di Catania.

## Storia
Il luogo in cui la Villa sorge — lo "sperone del Penninello" — era, assieme ai vicini quartieri San Nicola, Montevergine, Santa Marta, in posizione privilegiata dal punto di vista panoramico e storico. Da lì si dominava la Città che rinasceva. In esso emergevano i resti degli insediamenti romani; e sempre vive si conservavano le tradizioni sul martirio di Sant'Euplio e di Sant'Agata.  
Ivi sono esistiti dei casaleni, che i Rosso di Cerami acquistarono dagli eredi del duca di San Donato, il quale a sua volta l'avrebbe ottenuti, dopo il terremoto, da Giuseppe Lanza, duca di Camastra, Vicario generale del Val Demone e poi anche del Val di Noto, e ricostruttore di Catania.
La Villa accolse la Catania cosiddetta "bene" dei nobili titolati e dei ricchi, ma anche quella dei poveri. Ricorda il Ferrara che in occasione della carestia del 1763 «il principe di Cerami portò l'alimento alle famiglie più bisognose e le più abbandonate della città; e la sua casa fu ogni giorno piena di tutti i ragazzi che privi di parenti sarebbero morti di inedia nelle strade».
Il 14 gennaio 1881, la Villa ospitò i reali Umberto I e Margherita. In loro onore — scrive Salvatore Nicolosi — si tenne un ricevimento con ballo. Fu per quella occasione che il vasto ambiente della Villa precedentemente destinato a cappella, fu trasformato in salone per le feste; in particolare fu operato nella volta di quell'ambiente un sostanziale cambiamento: l'affresco molto bello che l'adornava, l'Assunzione della Vergine attribuita ad Olivio Sozzi, che ben s'intonava con la destinazione a cappella dell'ambiente, fu coperto da una cappa di gesso che venne affrescata con la riproduzione dell'Aurora di Guido Reni, figurazione più appropriata per un luogo di festa.
In prosieguo di tempo, la nobile dimora fu mortificata. Lo ricorda, con parole giustamente amare, lo scrittore Lucio Sciacca. Prima ancora, egli scrive, che i vasti ed ariosi panorami venissero compromessi dall'arroganza del cemento armato, sul finire degli anni Trenta, una parte del palazzo accolse la succursale femminile del R. Istituto Magistrale "G.Turrisi Colonna". Così i sontuosi saloni, e le monumentali specchiere e le raffinate tappezzerie di Damasco convissero coi fatiscenti banchi scolastici d'anteguerra, talvolta subendo l'offesa dell'inchiostro, dei gessetti, della vivacità studentesca.
Agli inizi degli anni cinquanta, il palazzo concludeva la sua patetica decadenza, fra l'altro con la perdita di non poche opere d'arte (rimonta a quell'epoca l'acquisto, da parte del Comune di Catania, di un olio stupendo, attribuito da Enzo Maganuco a Giovanni da San Giovanni, attivo nell'ultimo Cinquecento, raffigurante il martirio di Sant'Agata. Oggi adorna l'ufficio del Sindaco). Altresì, parte del giardino prospiciente sulle attuali via Iacona e via Gallo, venne alienata e vi fu impiantato un edificio a più piani.
Nel 1957 la Villa venne acquistata dall'Università di Catania ed assegnata alla Facoltà di Giurisprudenza. Promotore di quell'acquisto fu il Rettore dell'Università, prof. Cesare Sanfilippo. Il prof. Orazio Condorelli, Ordinario nella Facoltà, già Rettore dell'Università, personalità di rilievo del mondo accademico ed anche politico nazionale, esercitò un'influenza determinante in merito al trasferimento della Facoltà di Giurisprudenza in quella sede. Egli diceva: "La nostra Facoltà potrà lasciare il Palazzo centrale universitario di Piazza degli studi (dove si trovava veramente stretta), soltanto per trasferirsi in altro edificio di pari decoro storico ed artistico". La possibilità dell'acquisto di Villa Cerami si prospettò all'Università nel marzo del 1956. La Villa era ritenuta, dall'Università, "idonea e adatta" per la Facoltà di Giurisprudenza, "sia per l'ampiezza di essa, sia per la sua centrale e nello stesso tempo tranquilla ubicazione, sia perché adibendo quell'edificio a sede di Facoltà si sarebbe conservato alla cittadinanza un monumentale e storico edificio, assicurandone una adeguata destinazione". Il Consiglio di amministrazione dell'Università riconosceva, nella seduta del 30 marzo 1956, che con quell'acquisto "si sarebbe definita l'annosa questione dei locali della Facoltà di Giurisprudenza, ritenendo molto decorosa la sede che per essa si sarebbe venuta a creare in quel palazzo".
C'era stato, invero, il Comune di Catania, prima dell'Università, a chiedere al Principe la Villa. La trattativa, però, non aveva avuto seguito.
Il prof. Cesare Sanfilippo, avuto mandato per l'acquisto, da parte del Consiglio di amministrazione, si diede subito all'opera, incontrandosi, assieme al prof. Orazio Condorelli, col XII Principe di Cerami, il quale andò a quell'incontro col cognato, conte Della Porta. Il Principe ripeté la medesima richiesta di prezzo fatta al Comune. Il Rettore aveva ricevuto ampio mandato a trattare. Il Principe ridusse infine la sua richiesta, presentando però, in pari tempo, un minuto elenco riguardante il mobilio antico, con il prezzo che chiedeva per esso. 
L'Università prese possesso dell'edificio nella prima metà di giugno del 1957. Il prof. Stefano Bottari, insigne direttore dell'lstituto di Storia dell'arte, redasse — assieme al prof. Vito Librando — un progetto di restauro, che fu molto apprezzato. Per far fronte alle spese di restauro relative, compresa la ricostituzione dei giardini della Villa, il Rettore Sanfilippo si rivolse alla Regione Siciliana, la quale incluse le spese relative nel piano dei lavori di cui alla Legge regionale 18.4.1958, n. 12, precisamente sui fondi destinati all'Assessorato regionale per il Turismo. Il progetto operativo di restauro fu redatto dal prof. Bottari e dall'arch. Giacomo Leone, professionista assai esperto ed apprezzato, che diresse i lavori.
Attiva è la vita che si svolge al suo interno. Migliaia di giuristi la percorrono e la vivono. Frequentate le aule per le lezioni, come pure le biblioteche e le aule studio dei piani superiori dove gli studenti tra una lezione e l'altra ricavano tempo per studiare. Usati anche il giardino e la piazzetta come punto di incontro e di studio.

### Proprietari

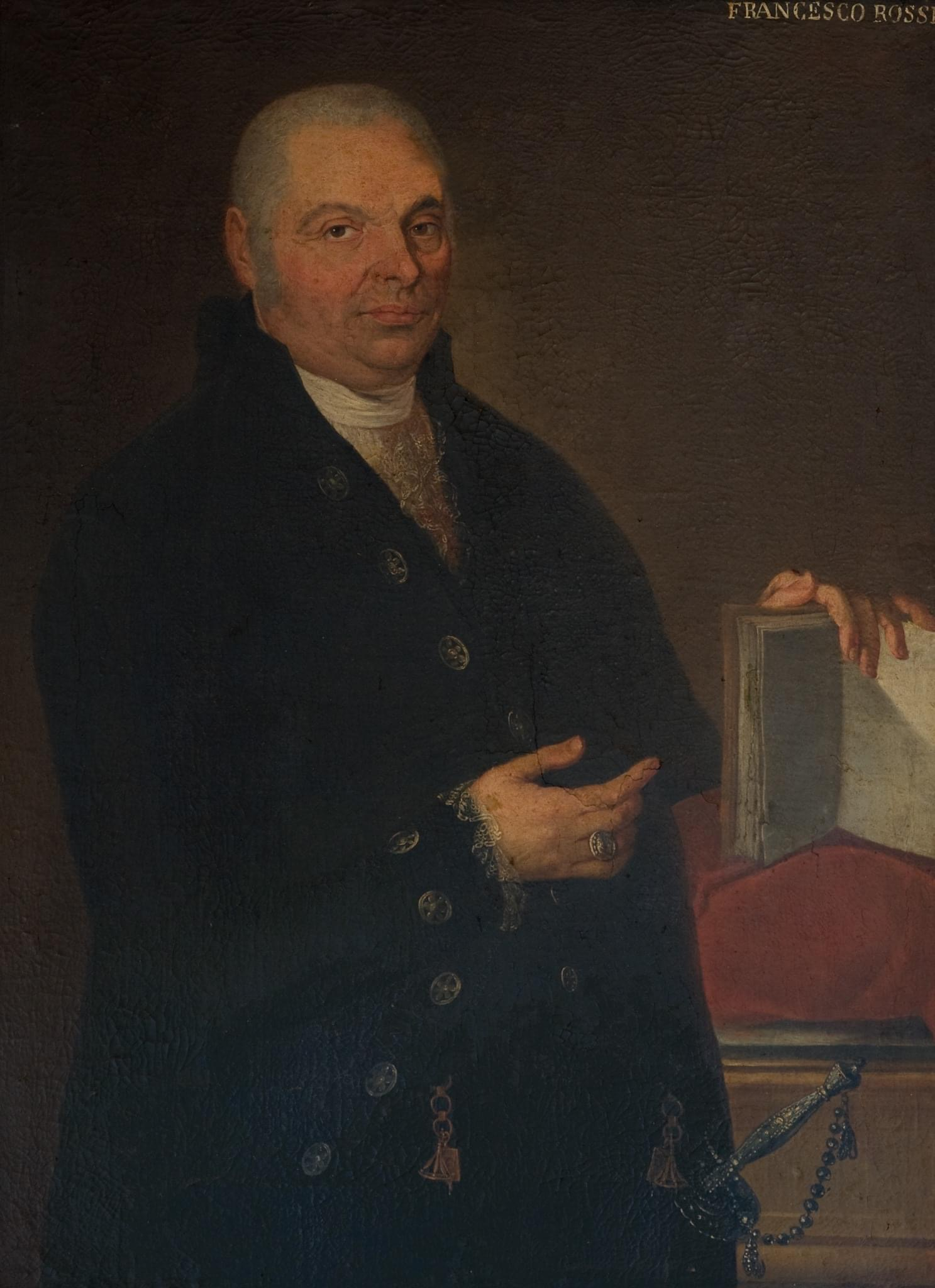
Ritratto del prof. D. Francesco Rosso di Xirumi (Aci Catena, 1755 - Catania, 1816), cugino di Domenico Rosso Speciale, entrambi esponenti di rilievo dell'illuminismo siciliano. Fu il primo titolare della cattedra di diritto pubblico all'Università di Catania che, con il placet del vescovo Moncada, gli venne assegnata dal viceré d’Aquino di Caramanico.
Il ritratto è stato oggetto di furto nel 2019 e ad oggi risulta disperso.

- Giuseppe Lanza, duca di Camastra (1693-?)
- Domenico Spadafora, duca di San Donato (?-1720/1724)
- Domenico Rosso e Scammacca, III principe di Cerami (1720/1724-1735)
- Giovanni Rosso e Polizzi, IV principe di Cerami (1735-1768)
- Agatino Rosso e Polizzi, V principe di Cerami (1768-1779)
- Domenico Rosso e Speciale, VI principe di Cerami (1779-1801)
- Giovanni Rosso e Paternò Castello, VII principe di Cerami (1801-1803)
- Domenico Rosso e Asmundo, VIII principe di Cerami (1801-1870)
- Giovanni Rosso e Tornabene, IX principe di Cerami (1870-1899)
- Domenico Rosso e Paternò Castello, X principe di Cerami (1899-1905)
- Giovanni Battista Rosso e Alvarez Calderòn, XI principe di Cerami (1905-1917)
- Domenico Rosso e Heckmann, XII principe di Cerami (1917-1957)
- Università degli Studi di Catania (1957-oggi)

## Architettura
Sorge alla fine della via dei Crociferi. "Villa Cerami" avrebbe preso il suo "abbrivo verso l'odierna bellezza nel 1720, anno in cui la proprietà è rilevata da Domenico Rosso, III principe di Cerami (1689-1735)", ed in cui — come scrivono il Bottari ed il Leone — si sarebbe iniziata "la costruzione del primo nucleo monumentale: l'ala meridionale che costeggia lo imbocco della via Cerami e si attesta sulla via Crociferi". A quest'ala si sarebbe affiancato "il corpo centrale a squadra". "Scalee, loggiati, balconi, verande" si sarebbero aggiunti "durante un secolo e oltre, al fronte orientale, per integrarlo e arricchire il prospetto, mentre a tergo e all'interno si addossano vani e s'insinuano servizi, si alzano tramezzi, si duplicano, si sommano, si moltiplicano tutte le soprastrutture". Con tale ipotesi ricostruttiva contrasta, almeno per quanto riguarda le origini, quella che si ricava dalla citata "Memoria" inedita di Giovanni Rosso di Cerami. Giovanni Rosso nella sua "Memoria" scrive che il porticato", di ingresso alla Villa, "artisticamente barocco" era "opera pregevole del Vaccarini", venuto, com'è noto, a Catania il 27 dicembre 1729. L'ipotesi di attribuire a Gian Battista Vaccarini l'abbellimento del portone d'ingresso e della scala non è da escludere.
Dal 1875 l'ingegner Carlo Sada, in occasione della visita dei sovrani d'Italia, modificò il prospetto della Villa e aggiunse al piano terra un pregevole rivestimento marmoreo ed un portone sormontato da due mensole e volute che reggevano la parte centrale dell'elegante balconata del primo piano. Il Sada progettò anche una nuova scala interna a due rampe, allo scopo di dare accesso coperto al piano nobile della Villa, dal grande cortile con la palma. Le opere eseguite su disegno del Sada sono state in gran parte eliminate dai restauri operati quando la Villa passò all'Università di Catania.

Nella corte, che separa la villa dall'edificio nuovo della facoltà di giurisprudenza (opera dell'architetto Francesco Basile), si trova la Grande bagnante, opera bronzea di Emilio Greco.